# تراجع التقاعد
يشير تراجع التقاعد إلى متوسط التراجع في عدد الأصوات التي يحصل عليها الحزب عند تقاعد مرشحين نجحوا في انتخابات سابقة عن الترشح في الانتخابات الجديدة. وتشير القيمة الإيجابية الناشئة عن تزايد الطلب على انتخاب المرشح المنتخب سابقًا إلى وجود ميزة معينة في هذا المرشح. ويجب أن يكون تراجع التقاعد قيمة إيجابية لكي يشير إلى وجود ميزة في المنتخب سابقًا الذي قرر عدم خوض غمار الانتخابات مرة أخرى.
إن تزايد الطلب على المنتخب سابقًا هو متوسط الأصوات التي يكتسبها الفائزون الجدد في الانتخابات الأولى عند ترشحهم مرة أخرى في الانتخابات الثانية. وتراجع التقاعد يشير إلى متوسط الأصوات المفقودة للأحزاب التي فاز مرشحوها في الانتخابات الأولى ولم يترشحوا في الانتخابات الثانية.
وعندما يتم الجمع بين تزايد الطلب على المنتخب سابقًا وتراجع التقاعد، يحدث ما يطلق عليه اسم الوسط الحسابي لتزايد الطلب وتراجع التقاعد.